# Воскресенка (Северо-Казахстанская область)
Воскресенка (каз. Воскресенка) — упразднённое село в районе Магжана Жумабаева Северо-Казахстанской области Казахстана. Входило в состав Конюховского сельского округа. Ликвидировано в 2008 году.

## Население
По данным переписи 1999 года, в селе проживало 72 человека (38 мужчин и 34 женщины).